# Agim Ibraimi
Agim Ibraimi (mac. Агим Ибраими, ur. 29 sierpnia 1988 w Tetowie) – macedoński piłkarz pochodzenia albańskiego grający na pozycji ofensywnego pomocnika w macedońskim klubie Shkëndija Tetowo.

## Życiorys

### Kariera klubowa
Swoją karierę piłkarską Ibraimi rozpoczął w klubie Shkëndija Tetowo. W 2004 awansował do kadry pierwszego zespołu i w sezonie 2004/2005 zadebiutował w jego barwach w pierwszej lidze macedońskiej. W sezonie 2005/2006 stał się podstawowym zawodnikiem Shkëndiji. W Shkëndiji grał do końca sezonu 2006/2007.
Latem 2007 Ibraimi został zawodnikiem Red Bulla Salzburg. W 2008 przeszedł do słoweńskiej Olimpiji Lublana. W sezonie 2008/2009 awansował z nią z drugiej do pierwszej ligi słoweńskiej.
W 2010 Ibraimi przeszedł do Eskişehirsporu, w którym swój jedyny mecz rozegrał 25 września 2010 (przegrany 0:1 z Gaziantepsporem). W 2011 został zawodnikiem Nafty Lendava. Zadebiutował w niej 26 lutego 2011 w przegranym 1:2 domowym meczu z NK Primorje. W Nafcie grał do lata 2011.
W 2011 Ibraimi został zawodnikiem NK Maribor. Swój debiut w nim zanotował 23 lipca 2011 w zwycięskim 2:1 wyjazdowym meczu z Naftą Lendava. W sezonie 2011/2012 wywalczył z Mariborem mistrzostwo Słowenii oraz zdobył Puchar Słowenii. Latem 2012 sięgnął po Superpuchar Słowenii. W sezonie 2012/2013 wywalczył dublet (mistrzostwo i puchar), a w sezonie 2013/2014 został mistrzem kraju.
Latem 2013 Ibraimi został wypożyczony do Cagliari Calcio. W Serie A zadebiutował 21 września 2013 w zremisowanym 2:2 domowym meczu z Sampdorią. W Cagliari spędził rok.
W 2014 Ibraimi wrócił do Mariboru. W sezonie 2014/2015 został mistrzem Słowenii, a w sezonie 2015/2016 sięgnął po krajowy puchar.
W 2016 Ibraimi przeszedł do kazachskiego klubu FK Astana. Swój debiut w Astanie zaliczył 23 czerwca 2016 w przegranym 0:1 wyjazdowym meczu z Kajratem Ałmaty. Wraz z Astaną wywalczył mistrzostwo Kazachstanu i zdobył Puchar Kazachstanu.
W 2017 Ibraimi został zawodnikiem klubu NK Domžale. Zadebiutował w nim 4 listopada 2017 w wygranym 1:0 wyjazdowym meczu z NK Aluminij.
19 stycznia 2019 podpisał kontrakt z macedońskim klubem Shkëndija Tetowo.
| Sezon   | Klub              | Kraj               | Rozgrywki       | Mecze | Bramki |
| ------- | ----------------- | ------------------ | --------------- | ----- | ------ |
| 2004/05 | Shkëndija Tetowo  | Macedonia Północna | Prwa liga       | 3     | 1      |
| 2005/06 | Shkëndija Tetowo  | Macedonia Północna | Prwa liga       | 26    | 2      |
| 2006/07 | Shkëndija Tetowo  | Macedonia Północna | Prwa liga       | 20    | 0      |
| 2007/08 | Red Bull Salzburg | Austria            | Bundesliga      | 3     | 0      |
| 2008/09 | Olimpija Lublana  | Słowenia           | 2. SNL          | 19    | 11     |
| 2009/10 | Olimpija Lublana  | Słowenia           | 1. SNL          | 28    | 8      |
| 2010/11 | Eskişehirspor     | Turcja             | Süper Lig       | 1     | 0      |
| 2010/11 | Nafta Lendava     | Słowenia           | 1. SNL          | 17    | 0      |
| 2011/12 | NK Maribor        | Słowenia           | 1. SNL          | 27    | 9      |
| 2012/13 | NK Maribor        | Słowenia           | 1. SNL          | 25    | 6      |
| 2013/14 | NK Maribor        | Słowenia           | 1. SNL          | 4     | 2      |
| 2013/14 | Cagliari Calcio   | Włochy             | Serie A         | 25    | 2      |
| 2014/15 | NK Maribor        | Słowenia           | 1. SNL          | 24    | 2      |
| 2015/16 | NK Maribor        | Słowenia           | 1. SNL          | 27    | 10     |
| 2016    | FK Astana         | Kazachstan         | Priemjer Ligasy | 6     | 0      |
| 2017/18 | NK Domžale        | Słowenia           | 1. SNL          | 20    | 4      |

### Kariera reprezentacyjna
Ibraimi grał w młodzieżowych reprezentacjach Macedonii. 12 sierpnia 2009 zadebiutował w dorosłej reprezentacji w przegranym 2:3 towarzyskim z Hiszpanią, rozegranym w Skopju. W 81. minucie meczu zmienił Gorana Pandewa.